# Strada nazionale 146
La strada nazionale 146 (Ruta Nacional 146 in spagnolo) è una strada statale argentina che unisce il nord della provincia di San Luis con la città di San Rafael, nel centro della provincia di Mendoza.

## Descrizione
La strada nazionale 146 origina da una biforcazione della strada nazionale 20 presso la località di Luján, nel dipartimento di Ayacucho, nel nord della provincia di San Luis.
Termina intersecandosi con la strada nazionale 143 presso la città di San Rafael.